# Игликови
Игликови (Primulaceae) е семейство покритосеменни растения. Разпространено е по целия свят, най-вече в умерените зони на Северното полукълбо.

## Родове
- Androsace
- Bryocarpum
- Cortusa
- Dionysia
- Dodecatheon
- Hottonia
- Kaufmannia
- Omphalogramma
- Pomatosace
- Primula – Иглика
- Samolus
- Soldanella
- Stimpsonia